# 烧锅镇 (农安县)
烧锅镇，是中华人民共和国吉林省长春市农安县下辖的一个乡镇级行政单位。

## 行政区划
烧锅镇下辖以下地区：
烧锅社区、齐心村、中兴村、跃进村、前进村、胜利村、团结村、天兴村、互助村、革新村、东兴村、东风村、新立村、烧锅新兴村和新城村。